# Bijoy Jain
Bijoy Jain (°1965) is een Indische architect en Norman R. Foster Visiting Professor of Architecture aan Yale University. Hij behaalde zijn Master in Architectuur aan de Washington University in St. Louis, Verenigde Staten in 1990. Hij werkte daarna achtereenvolgens in de bureaus van Richard Meier in Los Angeles en Londen tussen 1989 en 1995. In 1995 keerde hij naar India terug, waar hij zijn eigen bureau Studio Mombai stichtte. Werk van Jain / Studio Mumbai is al verschillende keren tentoongesteld, onder meer in het Alvar Aalto Symposium, in de Architectural League of New York en in het Canadian Centre for Architecture, dat het archief van verschillende van zijn projecten bewaart. Hij was ook een finalist van de Agha Khan Awards 2010 Cycle.

## Prijzen en nominaties
- Global Award for Sustainable Architecture van de Cité de l'Architecture et du Patrimoine, 2009[2]
- Design for Asia Award van het Hong Kong Design Center, 2009
- Third BSI Swiss Architectural Award, Zwitserland, 2012 [3]

## Publicaties
- 2023 See All This Art Magazine #32 Make yourself a home[4]